# Mednarodni stalni koledar
Mednarodni stalni koledar (okrajš. MSK oz. MeSK, tudi Cotsworthov načrt, Cotsworthov koledar, Eastmanov načrt, angleško International Fixed Calendar - IFC) je predlagana reforma koledarja, ki jo je zasnoval Moses B. Cotsworth in jo prvič predstavil leta 1902. Sončni koledar deli leto na 13 mesecev po 28 dni. Gre za vrsto večletnega koledarja, pri katerem je vsak datum vsako leto določen na isti dan v tednu. Čeprav ni bil nikoli uradno sprejet na ravni države, ga je podjetnik George Eastman leta 1928 uvedel v podjetju Eastman Kodak Company, kjer se je uporabljal do leta 1989. Čeprav ga včasih opisujejo kot 13-mesečni koledar ali koledar z enakim številom mesecev, si te značilnosti delijo različne alternativne oblike koledarjev.

## Pravila
| Dnevi v tednu | Dnevi v tednu | Dnevi v tednu | Dnevi v tednu | Dnevi v tednu | Dnevi v tednu | Dnevi v tednu | Prestopni dan v juniju v prestopnih letih, oz. dan leta v decembru |
| Ned           | Pon           | Tor           | Sre           | Čet           | Pet           | Sob           | Prestopni dan v juniju v prestopnih letih, oz. dan leta v decembru |
| ------------- | ------------- | ------------- | ------------- | ------------- | ------------- | ------------- | ------------------------------------------------------------------ |
| 1             | 2             | 3             | 4             | 5             | 6             | 7             | Prestopni dan v juniju v prestopnih letih, oz. dan leta v decembru |
| 8             | 9             | 10            | 11            | 12            | 13            | 14            | Prestopni dan v juniju v prestopnih letih, oz. dan leta v decembru |
| 15            | 16            | 17            | 18            | 19            | 20            | 21            | Prestopni dan v juniju v prestopnih letih, oz. dan leta v decembru |
| 22            | 23            | 24            | 25            | 26            | 27            | 28            | 29                                                                 |

| Stalni koledar mesec | Ujemajoči se datumi na gregorijanskem koledarju | Ujemajoči se datumi na gregorijanskem koledarju |
| Stalni koledar mesec | Začne se na določen prvi dan                    | Konča se na določen 28. dan (oz. 29. dan)       |
| -------------------- | ----------------------------------------------- | ----------------------------------------------- |
| Januar               | 1. januar                                       | 28. januar                                      |
| Februar              | 29. januar                                      | 25. februar                                     |
| Marec                | 26. februar                                     | 25. marec*                                      |
| April                | 26. marec*                                      | 22 april*                                       |
| Maj                  | 23. april*                                      | 20. maj*                                        |
| Junij                | 21. maj*                                        | 17 junij*                                       |
| Junij                | 21. maj*                                        | 17. junij (prestopni dan)                       |
| Sonce                | 18. junij                                       | 15. julij                                       |
| Julij                | 16. julij                                       | 12. avgust                                      |
| Avgust               | 13. avgust                                      | 9. september                                    |
| September            | 10. september                                   | 7. oktober                                      |
| Oktober              | 8. oktober                                      | 4. november                                     |
| November             | 5. november                                     | 2. december                                     |
| December             | 3. december                                     | 30. december                                    |
| December             | 3. december                                     | 31. december (dan leta)                         |